# Lorton (Nebraska)
Lorton és una població dels Estats Units a l'estat de Nebraska. Segons el cens del 2000 tenia 39 habitants.

## Demografia
Segons el cens del 2000, Lorton tenia 39 habitants, 18 habitatges, i 10 famílies. La densitat de població era de 301,2 habitants per km².
Dels 18 habitatges en un 22,2% hi vivien nens de menys de 18 anys, en un 50% hi vivien parelles casades, en un 0% dones solteres, i en un 44,4% no eren unitats familiars. En el 38,9% dels habitatges hi vivien persones soles el 22,2% de les quals corresponia a persones de 65 anys o més que vivien soles. El nombre mitjà de persones vivint en cada habitatge era de 2,17 i el nombre mitjà de persones que vivien en cada família era de 3.
Per edats la població es repartia de la següent manera: un 20,5% tenia menys de 18 anys, un 7,7% entre 18 i 24, un 7,7% entre 25 i 44, un 46,2% de 45 a 60 i un 17,9% 65 anys o més.
L'edat mediana era de 50 anys. Per cada 100 dones de 18 o més anys hi havia 93,8 homes.
La renda mediana per habitatge era de 28.750 $ i la renda mediana per família de 32.917 $. Els homes tenien una renda mediana de 19.583 $ mentre que les dones 26.250 $. La renda per capita de la població era de 14.468 $. Cap de les famílies i el 9,7% de la població estaven per davall del llindar de pobresa.

## Poblacions més properes
El següent diagrama mostra les poblacions més properes.